# Lispocephala melanoxenina
Lispocephala melanoxenina är en tvåvingeart som beskrevs av Hardy 1981. Lispocephala melanoxenina ingår i släktet Lispocephala och familjen husflugor. Inga underarter finns listade i Catalogue of Life.